# Steven Culp
Steven Culp (* 3. Dezember 1955 in San Diego) ist ein US-amerikanischer Schauspieler.

## Biografie
Culp wurde 1955 im Stadtteil La Jolla, nördlich der Innenstadt von San Diego geboren. Er wurde durch Gastauftritte als CIA-Agent Clayton Webb in der Fernsehserie JAG und als Major Hayes in Star Trek: Enterprise bekannt. 2004 war er der erste Schauspieler, der gleichzeitig in vier Fernsehserien als wiederkehrende Figur zu sehen war, neben den genannten waren das The West Wing – Im Zentrum der Macht und Emergency Room – Die Notaufnahme.
Culp war auch in der zweiten Staffel von 24 als Agent Simmons zu sehen. Im Film Thirteen Days verkörperte er Robert F. Kennedy. Eigentlich sollte er im Film Star Trek: Nemesis die Figur des Commander Martin Madden spielen, der William Riker als Ersten Offizier der USS Enterprise ersetzte. Da aber der Film zu lang wurde, wurde die Szene wie viele andere herausgeschnitten. Culp war ab 2004 als Dr. Rex Van de Kamp in der Fernsehserie Desperate Housewives zu sehen. Nach der ersten Staffel folgten Gastauftritte in den Staffeln 2, 3, 5 und 7. In einer Episode der dritten Staffel übernahm er den Part des Erzählers, den sonst Brenda Strong alias Mary Alice Young einnimmt. Von 2014 bis 2019 war er wiederkehrend als Staatsanwalt O’Shea in der Prime-Video-Produktion Bosch zu sehen.
Culp ist verheiratet und hat zwei Kinder. Seine Halbschwester Kathryn Harvey wurde im Januar 2006 zusammen mit ihrem Mann und ihren beiden Töchtern ermordet. Einer der Täter wurde 2017 hingerichtet; der andere erhielt eine lebenslange Haftstrafe.

## Filmografie (Auswahl)

### Filme
- 1991: JFK – Tatort Dallas (als Leichnam John F. Kennedys)
- 1993: Jason Goes to Hell – Die Endabrechnung (Jason Goes to Hell: The Final Friday)
- 1996: James und der Riesenpfirsich (James and the Giant Peach, Stimme für James’ Vater)
- 2000: Thirteen Days
- 2000: Nurse Betty
- 2002: Club der Cäsaren (The Emperor’s Club)
- 2005: The Sisters
- 2007: Rexx, der Feuerwehrhund (Firehouse Dog)
- 2009: Last Impact
- 2014: The Return of the First Avenger (Captain America: The Winter Soldier)

### Serien
- 1983–1984: One Life to Live
- 1997–2004: JAG – Im Auftrag der Ehre (JAG)
- 1998: Ally McBeal
- 1998: Pensacola – Flügel aus Stahl (Pensacola: Wings of Gold, Staffel 1 Folge 15)
- 2003–2004: Star Trek: Enterprise (Enterprise)
- 2003–2005: The West Wing – Im Zentrum der Macht (The West Wing, 9 Folgen)
- 2004: CSI: Den Tätern auf der Spur (CSI: Crime Scene Investigation, Folge: „Sport ist Mord“)
- 2004–2012: Desperate Housewives
- 2007: Traveler
- 2007: Numbers – Die Logik des Verbrechens (NUMB3RS, Staffel 3 Folge 16)
- 2007: Navy CIS (Gastauftritt)
- 2007: Stargate Atlantis (Staffel 4 Folge 9: Fehlentscheidung )
- 2008: Medium – Nichts bleibt verborgen (Medium, Folge: „Geld macht taub“)
- 2008: Criminal Minds (Folge: „Tabula Rasa“)
- 2009: The Mentalist
- 2009: Cold Case – Kein Opfer ist je vergessen (Cold Case, Staffel 7 Folge 3 „Jurisprudenz“)
- 2009: CSI: Miami
- 2010: The Defenders
- 2010: Burn Notice (Staffel 4 Folge 8)
- 2011: Law & Order: LA
- 2012: Body of Proof
- 2012: Grey’s Anatomy
- 2012: Perception
- 2013–2014: Revolution
- 2014–2019: Bosch
- 2015: Zoo
- 2015: Scream Queens (1x13)
- 2017: The Orville
- 2018: The Last Ship
- 2020: Dirty John: The Betty Broderick Story
- 2022: The Rookie: Feds (2 Folgen)
- 2022–2023: Atlanta Medical (The Resident, Fernsehserie, 4 Folgen)
- 2024: FBI: International (Fernsehserie)